# Referendum o neovisnosti Škotske
Referendum o neovisnosti Škotske je održan u četvrtak, 18. rujna 2014., od 7h do 22h (ZEV odn. UTC+1). Referendumsko pitanje je bilo Treba li Škotska biti neovisna država? (engl. Should Scotland be an independent country?).
Nakon dogovora škotske vlade i vlade Ujedinjenog Kraljevstva, iznesen je prijedlog zakona o referendumu za neovisnost Škotske kojim su definirani uvjeti za održavanje referenduma. Prijedlog zakona je usvojen u škotskom parlamentu 14. studenog 2013., a dobio je kraljevski pristanak 17. prosinca 2013.
Osnovna pitanja koja su se razmatrala u referendumskoj kampanji ticala su se gospodarske snage Škotske, njene obrane, budućih odnosa s ostatkom Ujedinjenog Kraljevstva i članstva u međunarodnim organizacijama, posebno u Europskoj uniji i NATO-u.
Glavni pobornici škotske neovisnosti su vladajuća Škotska nacionalna stranka, Škotski zeleni i Škotska socijalistička stranka; nastupaju pod sloganom Da Škotska (engl. Yes Scotland).
Glavni pobornici ostanka u uniji su Škotski laburisti, Škotska konzervativna stranka i Škotski liberalni demokrati; nastupaju pod sloganom Bolje zajedno (engl. Better Together). 
Prema posljednjim istraživanjima, većina Škota je protiv izlaska iz Ujedinjenog Kraljevstva.

## Rezultati
Prema rezultatima objavljenima 19. rujna 2014., škotsko biračko tijelo je većinom glasova izabralo ostanak u Ujedinjenom Kraljevstvu. Za odcjepljnje od Ujedinjenog Kraljevstva izjasnilo se 44,7% birača, dok je za ostanak u Ujedinjenom Kraljevstvu bilo 55,3% birača. Postotak nevažećh listića je bilo 0,09%, a ukupan broj birača 3.623.344.